# Zee Marathi
Zee Marathi es un canal de televisión por suscripción generalista en idioma marati indio propiedad de Zee Entertainment Enterprises. El canal se lanzó el 15 de agosto de 1999 y fue conocido como Alpha TV Marathi hasta el 28 de marzo de 2005, cuando pasó a llamarse Zee Marathi. Es el primer canal generalista en marati. El 20 de noviembre de 2016 se lanzó una versión HD de este canal, Zee Marathi HD.
Debido a la pandemia de COVID-19, Zee Marathi detuvo todos sus programas actuales a partir del 27 de marzo de 2020 y repitió sus programas antiguos durante el periodo de cuarentena. Después de eso, a partir del 8 de junio de 2020, comenzaron algunas series cortas y nuevas de bloqueo y, a partir del 13 de julio de 2020, reiniciaron sus programas originales.
Zee Marathi se renovó con nuevos gráficos y lanzó siete nuevos programas a partir del 23 de agosto de 2021 con motivo del 22.º aniversario.

## Canales hermanos

### Zee Yuva

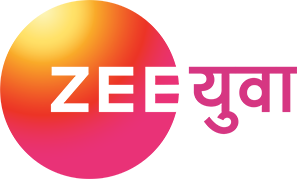

Zee Yuva es el segundo canal generalista en idioma marati de Zee Entertainment Enterprises, es el primer canal centrado en los jóvenes. Fue lanzado el 22 de agosto de 2016. Debido a la pandemia de COVID-19, todos los programas del canal se detuvieron el 27 de marzo de 2020 y se reiniciaron nuevamente a partir del 13 de julio de 2020. El canal tiene su sede en Bombay, Maharashtra.

### Zee Talkies

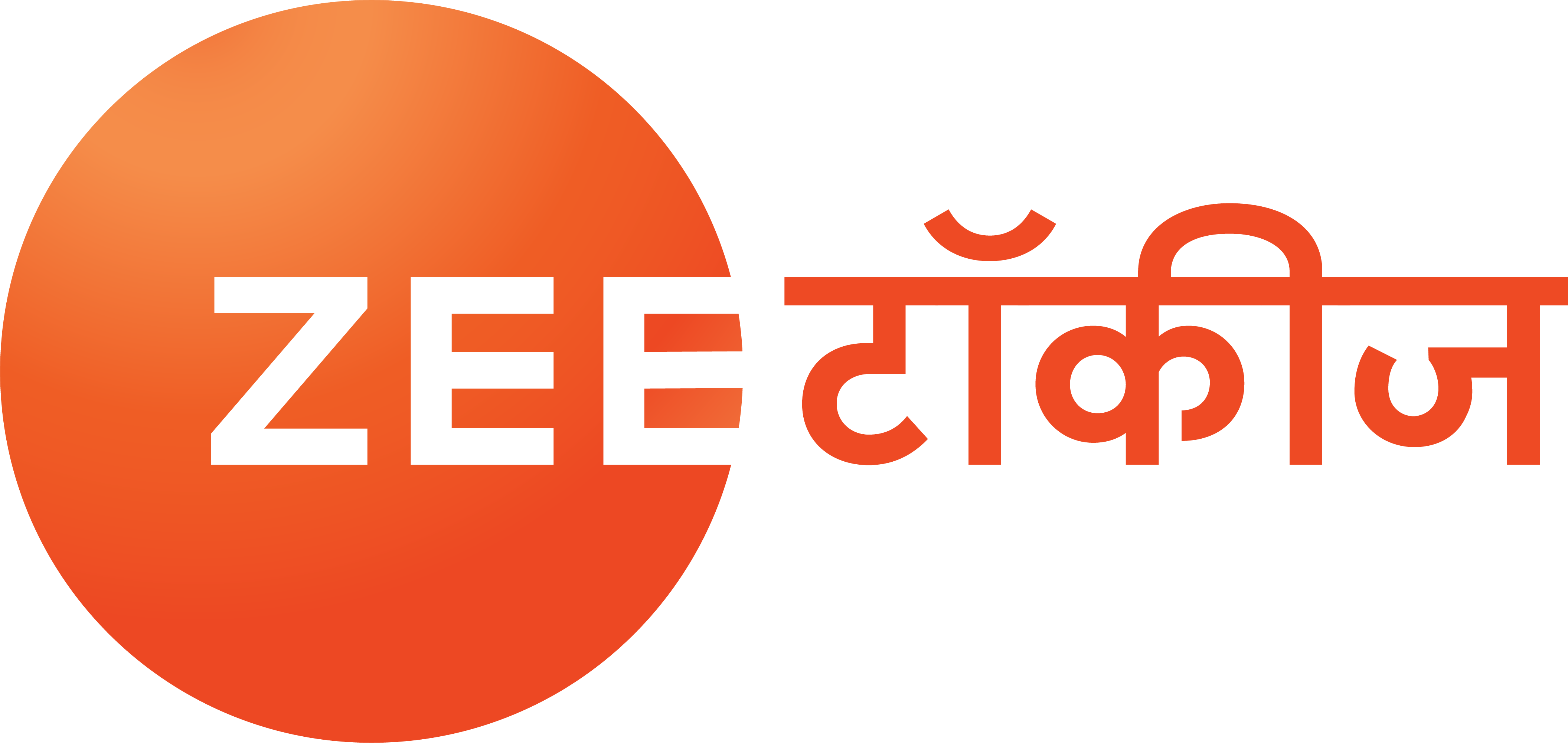

Zee Talkies es un canal de televisión por suscripción en idioma marati que transmite películas del mismo idioma de Zee Entertainment Enterprises. Es el primer canal de películas marath que transmite clásicos antiguos y las últimas películas marati las 24 horas del día. Se lanzó el 25 de agosto de 2007. El 15 de octubre de 2016 se lanzó una versión HD del canal, Zee Talkies HD.

### Zee Chitramandir

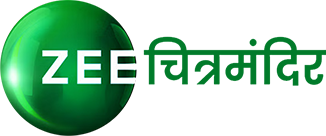

Zee Chitramandir es un canal de televisión de señal abierta en idioma marati de la India. Transmite películas marati y retransmite antiguas series de televisión marati. Está disponible sólo para usuarios de DD Free Dish. Fue lanzado el 9 de abril de 2021 por Zee Entertainment Enterprises. Es el canal número uno en Maharashtra y Goa entre las plataformas gratuitas.

## Ceremonias de premios
| Año           | Premios                                                  | Ref.   |
| ------------- | -------------------------------------------------------- | ------ |
| 2000-presente | Zee Chitra Gaurav Puraskar झी चित्र गौरव पुरस्कार               | [ 26 ] |
| 2004-presente | Zee Marathi Utsav Natyancha Awards झी मराठी उत्सव नात्यांचा अवॉर्ड्स | [ 27 ] |
| 2013-2023     | Unch Majha Zoka Puraskar उंच माझा झोका पुरस्कार                  | [ 28 ] |
| 2015-presente | Zee Natya Gaurav Puraskar झी नाट्य गौरव पुरस्कार                | [ 29 ] |

## Obras de teatro
Zee Marathi ingresó al teatro marati como presentador en 2018 para fomentar este campo.
1. Hamlet
2. Aaranyak
3. Natsamrat
4. Albatya Galbatya
5. Eka Lagnachi Pudhchi Goshta
6. Tila Kahi Sangaychay!
7. Idiots
8. Rajala Jawai Hava
9. Kapuskondyachi Goshta
10. Jhund
11. Teesare Badshah Hum!
12. Iblis